# Primitive (album The Watch)
Primitive – album zespołu The Watch nagrany w 2007 roku.

## Lista utworów
- 1. Sound Of Sirens - 8:00
- 2. The Border - 4:17
- 3. Two Paces To The Rear - 9:10
- 4. When I Was A Tree - 5:58
- 5. Another Life - 6:14
- 6. Berlin, 1936 - 8:51
- 7. Soaring On - 4:37

## Muzycy
- Simone Rossetti - śpiew, flet
- Ettore Salati - gitara
- Sergio Taglioni - instrumenty klawiszowe
- Marco Schembri - gitara basowa
- Roberto Leoni - perkusja